# Macrohomotoma robusta
Macrohomotoma robusta är en insektsart som beskrevs av Yang 1984. Macrohomotoma robusta ingår i släktet Macrohomotoma och familjen Homotomidae. Inga underarter finns listade i Catalogue of Life.